# Гюнтер Фроберг
Гюнтер Фроберг (нім. Günther Frohberg; 6 лютого 1921, Дрезден — 7 листопада 1990) — німецький офіцер-підводник, оберлейтенант-цур-зее крігсмаріне.

## Біографія
16 вересня 1939 року вступив на флот. З 1 лютого 1941 року служив на важкому крейсері «Принц Ойген». З 29 березня по 25 вересня 1943 року пройшов курс підводника. З вересня 1943 року — додатковий вахтовий офіцер на підводному човні U-980. З листопада 1943 року — 2-й вахтовий офіцер на U-952, на якому взяв участь у трьох походах; під час другого походу був потоплений 1 корабель водотоннажністю 7176 тонн. 8-31 травня 1944 року пройшов курс позиціонування (радіовимірювання), з 1 червня по 15 липня — курс командира човна. З 18 липня 1944 року — командир U-1275. 3 травня 1945 року наказав затопити човен в рамках операції «Регенбоген», після чого був переданий в розпорядження 5-ї флотилії. 8 травня 1945 року взятий в полон британськими військами. 3 липня 1945 року звільнений.

## Звання
- Кандидат в офіцери (16 вересня 1939)
- Морський кадет (1 лютого 1940)
- Фенріх-цур-зее (1 липня 1940)
- Оберфенріх-цур-зее (1 липня 1941)
- Лейтенант-цур-зее (1 березня 1942)
- Оберлейтенант-цур-зее (1 жовтня 1943)

## Нагороди
- Залізний хрест 2-го класу (27 червня 1941)
- Нагрудний знак підводника (22 березня 1944)